# London After Midnight
London After Midnight (LAM) — американская рок-группа, основанная музыкантом и автором песен Шоном Бреннаном в 1990 году. Проект существует и по сей день.
Названием группа обязана немому фильму 1927 года «Лондон после полуночи». В качестве логотипа Шон Бреннан изначально использовал изображённое в типичном для коллективов дэт-рока стиле название группы, где буква t была выполнена в виде кельтского креста, однако позже, с постепенным изменением музыкального направления, отказался от этой эмблемы.

## Идеология
Бреннан выступает за защиту прав человека и животных (являясь веганом), энвайронментализм, отсутствие контроля СМИ правительством и крупным бизнесом, прогрессивную, левую и либеральную политику. Для того, чтобы быть услышанным, Шон использует официальный сайт и форум группы, где он сам нередко появляется, а также тексты «London After Midnight». В таких альбомах как «Selected Scenes from the End of the World», «Oddities», и «Psycho Magnet», в основном использовались намёки и двусмысленные высказывания, но позднее текст стал более открытым. В последнем альбоме «Violent Acts of Beauty» уклон направлен в сторону политики и протеста: осуждаются действия правительства США, а также нынешние подростки и общество в целом. После выхода нового альбома Шон Бреннан создал видеоряд, который проигрывается во время концертов.

## История
London After Midnight формировался на протяжении 1989 года в Лос-Анджелесе. Дебют группы состоялся в готик-рок клубе «Helter Skelter». В ранние годы в LAM было много разных музыкантов, которые появлялись только на живых выступлениях. Из них долгое время с группой провел лишь клавишник Тамлин.
Фактически ни один из этих людей не принимал участия в создании музыки. Исключение составил только Тамлин, записавший по просьбе Бреннана инструментальную композицию «Ice», которая вошла в альбом «Oddities» 1998 года. Кроме этого, Тамлин создал ещё одну композицию, названную «Perversion», и позднее записанную на демокассету «Ruins» в 1993 г.
После того, как группа получила признание в определённых кругах, выпустив демоальбом, вышел в свет первый полноценный альбом под названием «Selected Scenes from the End of the World» (1992). В этом же году в группу, на смену старому басисту, Робу Подзунасу, пришёл новый — Майкл Ареклетт. Как и Тамлин, Майкл Ареклетт стал постоянно появляться на концертах. Примерно в тот же период пришёл барабанщик Дуглас Авери, встав на замену Йену Хаасу. Эдди Хокинс был частью основного состава и был сменён в 1990 г.

## Музыкальный жанр
Многие позиционируют группу как представителей второй волны готик-рока, некоторые критики писали, что LAM возродили темную сцену начала 90-х. Группа имеет фанатов по всему миру, многие из которых являются готами.
Несмотря на это, в одном из интервью, Шон Бреннан сказал:
Все [музыкальные] контркультуры были испорчены; в особенности готы и панки, они исчезли и более не существуют. Молодёжь [в наше время] больше заботится о своих MySpace-страницах, имидже...и сраном тщеславии.
Также Бреннан указывает на то, что основная часть групп, называющих себя готическими, являются лишь копиями других групп, и не имеют оригинальности. Он утверждает, что LAM, в отличие от таких групп, обладает индивидуальностью, и не вписывается в рамки каких-либо стилей.

## Участники
В группе было немало участников, которые появлялись на концертах, но никогда не было постоянного состава. Шон Бреннан самостоятельно пишет всю музыку, сочиняет песни, и записывает их.

### Основной состав
- Шон Бреннан — вокал, гитара, бас-гитара, виолончель, скрипка, программинг, барабаны, клавиши (1990 — наши дни)

### Концертный состав

#### Текущий состав
- Пит Пейс — барабаны (2008 — наши дни)
- Майкл Ареклетт — бас-гитара (1992—2005, 2018 — наши дни)
- Мэтью Зетцер — гитара (2008 — наши дни)

#### Бывшие участники
- Трабл Валли (появлялся на концерте группы во время WGT 2008)
- Тамлин — клавиши, семплы (1990-…)
- Эдди Хокинс — гитара (1990, ушёл на время, затем вернулся и играл на концертах с 2003 по 2005)
- Дэйв Херман — басист, который немного работал вместе с Шоном, но никогда не был частью LAM (1989) (никогда не появлялся на концертах, и не писал для группы)
- Армондо — вокалист, который немного работал вместе с Шоном, но никогда не был частью LAM (1989) (никогда не появлялся на концертах, и не писал для группы)
- Джон Ковиак — бас-гитара/гитара (1990—1992)
- Йен Хаас — барабаны (1990—1992)
- Дуглас Авери — барабаны (1992—1998)
- Роб Подзунас — бас-гитара (1992—1992)
- Рэнди Матиас — бас-гитара (2005—2018)
- Джереми Меза — гитара (1992) (появлялся только 2 раза)
- Стейси — гитара (1993) (1 концерт)
- Уильям Скай — гитара (1994—1998)
- Янус — барабаны (1999)

## Дискография

### Альбомы
- 1992: Selected Scenes from the End of the World
- 1995: Psycho Magnet
- 1998: Oddities
- 2007: Violent Acts of Beauty
- 2019: Selected Scenes from the End of the World: 9119
- 2021: Live From Isolation
- 2022: Oddities Too

### EP
- 1995: Kiss

### Демозаписи
- 1990: London After Midnight
- 1993: Ruins